# Ctenogobius saepepallens
Ctenogobius saepepallens är en fiskart som först beskrevs av Gilbert och Randall, 1968.  Ctenogobius saepepallens ingår i släktet Ctenogobius och familjen smörbultsfiskar. Inga underarter finns listade i Catalogue of Life.